# 도로점용허가
도로점용허가란  도로의 구역안에서 공작물·물건 기타의 시설을 신설·개축·변경 또는 제거하거나 기타의 목적으로 도로를 점용하는 것 허가하는 것을 말한다. 도로점용의 허가는 '허가'라는 용어를 사용하고 있으나, 일반인에게 허용되지 않는 도로에 대한 특별한 사용권, 즉 도로점용권을 설정하는 것으로 도로의 특허사용이다.

## 조문
도로법 제61조(도로의 점용의 허가) ① 도로의 구역에서 공작물이나 물건, 그 밖의 시설을 신설·개축·변경 또는 제거하거나 그 밖의 목적으로 도로를 점용하려는 자는 관리청의 허가를 받아야 한다. 허가받은 사항을 연장 또는 변경하려는 때에도 또한 같다.  <개정 2010.3.22>
② 제1항에 따라 허가를 받을 수 있는 공작물·물건, 그 밖의 시설의 종류와 도로 점용허가의 기준 등에 관하여 필요한 사항은 대통령령으로 정한다.
③ 제1항에 따라 도로의 점용허가를 받은 자가 도로의 굴착, 그 밖에 형질 변경이 수반되는 공사를 마친 때에는 국토교통부령으로 정하는 바에 따라 관리청의 확인을 받아야 한다. 다만, 대통령령으로 정하는 주요 지하 매설물(이하 "주요지하매설물"이라 한다)을 설치하는 공사를 마친 때에는 준공도면을 관리청에 제출하여야 하며, 관리청은 국토교통부령으로 정하는 바에 따라 이를 보관·관리하여야 한다.  <개정 2013.3.23>
④ 관리청이 주요지하매설물이 설치된 도로에 대하여 굴착공사가 따르는 점용허가를 하면 그 주요지하매설물의 관리자에게 이를 알려야 한다.
⑤ 제1항에 따라 도로의 점용허가를 받은 자가 주요지하매설물이 있는 도로에서 굴착공사를 하려면 그 주요지하매설물의 관리자가 입회한 가운데 공사를 시행하여야 한다.
⑥ 대통령령으로 정하는 공작물이나 물건, 그 밖의 시설(차량의 진출입로를 포함한다)을 신설·개축·변경 또는 제거하거나 그 밖의 목적으로 도로를 점용하기 위하여 제1항에 따라 도로의 점용허가를 받은 자는 대통령령으로 정하는 바에 따라 안전표지의 설치 등 보행자를 위한 안전사고 방지대책을 마련하여야 한다.  <신설 2012.6.1>
도로법시행령 제28조(점용의 허가신청) ① 법 제38조제1항에 따른 허가를 받으려는 자는 다음의 사항을 적은 신청서를 관리청에 제출(전자문서를 통한 제출을 포함한다)하여야 한다. 이 경우 점용장소·점용기간·공작물 또는 시설의 구조 등 점용에 관한 사항은 별표 1의2의 기준에 적합하게 하여야 한다.  <개정 2009.12.14, 2012.11.27>
1. 점용의 목적
2. 점용의 장소와 면적
3. 점용의 기간
4. 공작물 또는 시설의 구조
5. 공사시설의 방법
6. 공사의 시기
7. 도로의 복구방법
② 도로의 점용이 도로의 굴착을 수반하는 경우에는 제1항에 따른 신청서에 주요지하매설물의 사후관리계획(신청인이 주요지하매설물의 관리자인 경우에 한한다)과 제34조에 따른 도로관리심의회의 심의·조정의 결과를 반영한 안전대책 등에 관한 서류를 첨부하여야 한다.
③ 관리청이 제1항의 신청에 대하여 허가를 하였을 때에는 신청인에게 허가증서를 발급하고, 허가내용을 공고하여야 하며, 국토교통부령으로 정하는 바에 따라 허가대장을 작성·관리하여야 한다. 다만, 도로의 점용이 도로의 굴착을 수반하지 아니하는 경우에는 허가내용의 공고를 생략할 수 있다.  <개정 2013.3.23>
④ 도로굴착공사를 수반하는 도로점용의 허가를 받은 자는 공사기간 중에 사람들이 보기 쉬운 장소에 그 허가내용을 내걸어야 한다.
⑤ 법 제38조제2항에 따라 도로의 점용허가(법 제5조에 따라 다른 국가사업에 관계되는 점용인 경우에는 협의 또는 승인을 말한다)를 받을 수 있는 공작물·물건, 그 밖의 시설의 종류는 다음 각 호와 같다.  <개정 2010.9.17, 2012.11.27, 2013.3.23>
1. 전주·전선·변압탑·공중선·우체통·공중전화·무선전화기지국·종합유선방송용단자함·발신전용휴대전화기지국·전기자동차 충전시설·태양광발전시설·태양열발전시설·풍력발전시설, 그 밖에 이와 유사한 것
2. 수도관·하수도관·가스관·송유관·전기통신관·송열관·지중정착장치(어스앵커)·작업구(맨홀)·전력구·통신구·공동구·배수시설·수질자동측정시설, 그 밖에 이와 유사한 것
3. 주유소·주차장·여객자동차터미널·화물터미널·자동차수리소·승강대·화물적치장·휴게소, 그 밖에 이와 유사한 것과 이를 위한 진·출입로
4. 철도·궤도, 그 밖에 이와 유사한 것
5. 지하상가·지하실(「건축법」 제2조제1항제2호의 건축물로서 「국토의 계획 및 이용에 관한 법률 시행령」 제61조제1호에 따라 설치하는 경우만 해당한다)·통로·육교, 그 밖에 이와 유사한 것
6. 간판·표지·깃대·주차측정기·현수막 및 아치
7. 공사용 판자벽·발판·대기소 등의 공사용 시설 및 자재
8. 고가도로의 노면 밑에 설치하는 사무소·점포·창고·주차장·광장·공원, 체육시설, 그 밖에 이와 유사한 시설(유류·가스 등 인화성 물질을 취급하는 사무소·점포·창고 등은 제외한다)
9. 제1호부터 제8호까지의 규정에 따른 공작물·물건 및 시설의 설치를 위하여 일시적으로 설치하는 공사장, 그 밖에 이와 유사한 것과 이를 위한 진입로 및 출입로
10. 제1호부터 제9호까지에서 규정한 것 외에 관리청이 도로구조의 안전과 교통에 지장이 없다고 인정한 공작물·물건(식물을 포함한다) 및 시설로서 국토교통부령 또는 해당 관리청의 조례로 정한 것

도로와 도로 연결허가 관련 조항
도로법 제64조(교차방법과 다른 시설의 연결) ① 자동차 전용도로나 대통령령으로 정하는 도로와 다른 도로, 철도, 궤도, 교통용으로 제공하는 통로, 그 밖의 시설을 교차시키려고 할 때에는 특별한 사유가 없으면 입체교차시설로 하여야 한다.
② 자동차 전용도로나 제1항에 따라 대통령령으로 정하는 도로에 다른 도로, 통로, 그 밖의 시설을 연결시키려는 자는 도로 관리청의 허가를 받아야 한다. 허가 받은 사항을 변경하려는 때에도 또한 같다.
③ 제2항에 따른 허가의 기준·절차 등 허가에 관하여 필요한 사항은 국도(제20조제2항이 적용되는 국도는 제외한다)인 경우에는 국토교통부령으로 정하고, 그 밖의 도로인 경우에는 그 도로의 관리청이 속하여 있는 지방자치단체의 조례로 정한다.  <개정 2013.3.23>
④ 관리청은 제2항에 따른 허가를 할 때 도로, 통로, 그 밖의 시설을 연결함에 따라 대량의 교통수요를 유발할 우려가 있거나 교통체계상 다른 시설의 설치가 필요하다고 인정되면 그 시설의 연결을 허가받는 자에게 교통의 소통을 위한 시설의 설치·관리 등 필요한 조치를 하도록 할 수 있다.
⑤ 제2항에 따라 도로 등의 연결허가를 받은 경우 제38조에 따른 도로 점용허가를 받은 것으로 본다.  <신설 2010.3.22>
도로법 시행령 제57조(다른 시설의 연결 도로) 법 제64조제1항에서 "대통령령으로 정하는 도로"란 다음 각 호의 도로를 말한다.
1. 일반국도 및 지방도
2. 4차로 이상으로 도로구역이 결정된 도로

도로와 다른 도로 등과의 연결에 관한 규칙
시행 2012.4.15] [국토해양부령 제456호, 2012.4.13, 타법개정]
제5조(도시지역 등에서의 연결허가 기준) ① 관리청은 「국토의 계획 및 이용에 관한 법률」 제6조제1호에 따른 도시지역(이하 "도시지역"이라 한다)에서 일반국도에 다른 도로등을 연결하려는 경우로서 일반국도가 다음 각 호의 어느 하나에 해당하는 경우에는 해당 계획에 적합하도록 허가(제4조제6항에 따른 연장허가 및 변경허가를 포함한다. 이하 같다)하여야 한다.  <개정 2012.4.13>
1. 해당 일반국도가 「국토의 계획 및 이용에 관한 법률」 제2조제4호에 따른 도시·군관리계획(이하 "도시·군관리계획"이라 한다)에 따라 정비되어 있는 경우
2. 다른 도로등의 연결허가신청일에 해당 일반국도에 대하여 「국토의 계획 및 이용에 관한 법률」 제85조에 따른 단계별 집행계획 중 제1단계 집행계획(이하 "집행계획"이라 한다)이 수립되어 있는 경우
② 관리청은 시공 중인 일반국도에 다른 도로등을 연결하려는 경우에는 해당 도로공사에 지장을 주지 아니하는 범위에서 허가할 수 있다. 이 경우 관리청은 그 연결허가구간에 대하여 별지 제4호서식에 따른 도로 등의 연결허가 신청구간 도로시설물 현황조서를 작성하고 설계를 변경하는 등 필요한 조치를 하여야 한다.
[전문개정 2010.9.15]
제6조(연결허가의 금지구간) 관리청은 다음 각 호의 어느 하나에 해당하는 일반국도의 구간에 대해서는 다른 도로등의 연결을 허가해서는 아니된다. 다만, 제1호, 제2호, 제4호, 제5호 및 제6호는 도시지역에 있는 일반국도로서 도시·군관리계획에 따라 이미 정비되어 있거나 다른 도로등의 연결허가신청일 당시 집행계획이 수립되어 있는 경우에는 적용하지 아니한다.  <개정 2012.4.13>
1. 곡선반경이 280미터(2차로 도로의 경우에는 140미터) 미만인 곡선구간의 안쪽 차로 중심선에서 장애물까지의 거리가 별표 3에서 정하는 최소거리 이상이 되지 아니하여 시거(視距)를 확보하지 못하는 경우의 안쪽 곡선구간
```
[별표 3] 곡선구간의 곡선반경 및 장애물까지의 최소거리(제6조제1호 관련)
```

2. 종단(縱斷) 기울기가 평지는 6퍼센트, 산지는 9퍼센트를 초과하는 구간. 다만, 오르막 차로가 설치되어 있는 경우 오르막 차로의 바깥쪽 구간에 대해서는 연결을 허가할 수 있다.
3. 일반국도와 다음 각 목의 어느 하나에 해당하는 도로를 연결하는 교차로에 대하여 별표 4에 따른 교차로 영향권 산정기준에서 정한 영향권 이내의 구간
가. 「도로법」 제2조제1호에 따른 도로
나. 「농어촌도로 정비법」 제4조에 따른 면도(面道) 중 2차로 이상으로 설치된 면도
다. 2차로 이상이며 그 차도의 폭이 6미터 이상이 되는 도로
라. 관할 경찰서장 등 교통안전 관련 기관에 대한 의견조회 결과, 도로 연결에 따라 교통의 안전과 소통에 현저하게 지장을 초래하는 것으로 인정되는 도로
4. 별표 4의2에 따른 교차로 주변의 변속차로등의 설치제한거리 이내의 구간[5가구 이하의 주택과 농어촌 소규모 시설(「건축법」 제14조에 따라 건축신고만으로 건축할 수 있는 소규모 축사 또는 창고 등을 말한다)의 진출입로를 설치하는 경우는 제외한다]
5. 터널 및 지하차도 등의 시설물 중 시설물의 내부와 외부 사이의 명암 차이가 커서 장애물을 알아보기 어려워 조명시설 등을 설치한 경우로서 다음 각 목의 어느 하나에 해당하는 구간
가. 설계속도가 시속 60킬로미터 이하인 일반국도: 해당 시설물로부터 300미터 이내의 구간
나. 설계속도가 시속 60킬로미터를 초과하는 일반국도: 해당 시설물로부터 350미터 이내의 구간
6. 교량 등의 시설물과 근접되어 변속차로를 설치할 수 없는 구간
7. 버스 정차대, 측도(側道) 등 주민편의시설이 설치되어 이를 옮겨 설치할 수 없거나 옮겨 설치하는 경우 주민 통행에 위험이 발생될 우려가 있는 구간
[전문개정 2010.9.15]

## 판례
- 일반공중의 교통에 공용되는 도로의 점용이라 함은 도로에 대하여 이러한 일반사용과는 별도로 도로의 특정 부분을 유형적, 고정적으로 사용하는 이른바 특별사용을 뜻하는 것이고, 그와 같은 도로의 특별사용은 반드시 독점적, 배타적인 것이 아니라 그 사용목적에 따라서 도로의 일반사용과 병존이 가능한 경우도 있고, 이러한 경우에는 도로점용 부분이 동시에 일반공중의 교통에 공용고 있다고 하여 도로점용이 아니라고 말할 수 없다[2]

- 도로점용허가의 점용기간은 행정행위의 본질적인 요소에 해당한다고 볼 것이어서 부관인 점용기간을 정함에 있어서 위법사유가 있다면 이로써 도로점용허가처분 전부가 위법하게 된다고 할 것이다[3]

- 구 도로법(2008. 3. 21. 법률 제8976호로 전문 개정되기 전의 것) 제40조 제1항에 의한 도로점용은 일반 공중의 교통에 사용되는 도로에 대하여 이러한 일반사용과는 별도로 도로의 특정부분을 유형적·고정적으로 특정한 목적을 위하여 사용하는 이른바 특별사용을 뜻하는 것이고, 이러한 도로점용의 허가는 특정인에게 일정한 내용의 공물사용권을 설정하는 설권행위로서 공물관리자가 신청인의 적격성, 사용목적 및 공익상 영향 등을 참작하여 허가 여부를 결정하는 재량행위라 할 것인데, 이러한 내용의 재량행위에 대한 사법심사는, 행정청의 재량에 기한 공익판단의 여지를 감안하여 법원은 독자의 결론을 도출함이 없이 그 재량판단의 심사기준으로 삼은 사유에 법령의 해석이나 법리의 오해, 사실의 오인 혹은 비례·평등의 원칙 위반 등의 위법이 있는지 여부를 판단 대상으로 삼아야 할 것이다[4]

## 참고 문헌
- 김철용, 행정법, 고시계사, 2013. ISBN 9788958224174
- “도로점용허가後 용도변경해도 변상금 부과는 부당” 경기일보 2013.07.12

## 같이 보기
- 일반사용
- 특별사용